# Lobos
Pour les articles homonymes, voir Lobos (homonymie).
Lobos est une ville d'Argentine, située à 100 km de Buenos Aires. Elle a été fondée le 2 juin 1802 par José Salgado. Sa population était de 33 004 habitants en 2001.
Lobos est située dans une région fertile. Elle est surtout connue pour ses produits laitiers.
L'aérodrome de Lobos est le seul endroit de la province où l'on peut s'adonner au parachutisme. Cet aérodrome attire de nombreux touristes et est l'un de ceux qui attirent le plus de parachutistes dans le pays.

## Personnalités liées à la commune
- Sara Llorens (1881-1954), universitaire et écrivaine née à Lobos.
- Nadine Loubet (Sœur Odile) (1931-2010), religieuse française résistante au régime de Pinochet au Chili, inhumée à Lobos.